# Алые паруса (рок-опера)
А́лые паруса́ — опера-феерия, записанная в 1975 году вокально-инструментальным ансамблем «Музыка» на музыку композитора Андрея Богословского. Автор либретто — также Андрей Богословский. Сюжетной основой спектакля является повесть Александра Грина «Алые паруса». Впервые прозвучала как музыкальная радио-постановка на всесоюзном радио.
В 1976 году, эту же запись издала всесоюзная студия грамзаписи «Мелодия» СССР. Две грампластинки формата LP, альбом вышел в 1983 году, звукорежиссёр — В. Беднов, редактор — В. Рыжиков.
В середине 1970-х годов исполнялась в концертном варианте ВИА «Музыка» под руководством Николая Воробьева.

## Действующие лица и исполнители
- Ассоль — Т. Шабельникова
- Грэй — С. Станишевский
- Сказочник — Ю. Слободкин
- Мать Грэя — Н. Киреева
- I помощник капитана, трактирщик, угольщик, отец Грэя — Н. Воробьев
- II Помощник капитана — В. Романцев
- Матросы, домочадцы, приказчики, горожане — вокальная группа ВИА «Музыка»

## Интересные факты
- Автор текста на конверте об Андрее Богословском — Оскар Фельцман.
- Андрей Богословский — сын композитора Н. В. Богословского.
- Первая запись проводилась в ДЗЗ в одну смену — 4 часа.